# Thioéther

Structure générale d'un thioéther

Les thioéthers sont les analogues sulfurés des éther-oxydes. Dans ces composés les deux groupes alkyles sont reliés par un atome de soufre, et non plus par un atome d'oxygène. On les obtient par la condensation de deux thiols.
Parmi les thioéthers, on compte les dérivés du gaz moutarde, reconnaissables à cause de leur odeur particulière et connus pour leur forte toxicité.
Un thioéther azoté[Lequel ?] est utilisé en protocole dans certains pays pour le traitement de tumeurs cancéreuses, puisqu'il fait mourir les cellules de façon similaire à certains rayonnements ionisants.